# Accipiter toussenelii
El azor de Toussenel (Accipiter toussenelii) es una especie de ave accipitriforme de la familia Accipitridae que vive en África occidental. Anteriormente se consideraba una subespecie del azor tachiro. Des Murs y Verreaux nombraron a esta especie en honor de Alphonse Toussenel con la esperanza de animarle a realizar estudios serios de historia natural.

## Distribución y hábitat
Se divide en dos grupos de subespecies: el oriental (A. t. toussenelii y A. t. canescens), que se encuentra desde la cuenca del Congo hasta Gabón y el sur de Camerún, y el occidental (A. t. macroscelides y A. t. lopezi), presente desde Camerún occidental hasta Senegal y Bioko. Habita en bosques de altitudes bajas, especialmente en selvas húmedas y bosques secundarios densos, a menudo cerca de los ríos o pantanos, incluidos los manglares. También aparece en las plantaciones, parques y jardines. Aparentemente no migra ni divaga, excepto en el caso de la dispersión de los jóvenes.
El límite entre su área de distribución y la del azor tachiro, aunque impreciso, se encuentra en al oeste de Uganda y el sur de la República Democrática del Congo.

## Descripción
La envergadura alar de los machos es de entre 18,4 y 20,3 cm, y entre 20,4 y 24,3 cm en las hembras. Su longitud corporal es de aproximadamente 3/5 de su envergadura alar. Los machos suelen pesar entre 150 y 235 gramos, y las hembras entre 170 y 265 gramos. Aunque las hembras de todas las rapaces son mayores que los machos la diferencia en esta especie es mayor de la media. Los adultos tienen los ojos, cera y patas de color amarillo o amarillo anaranjado. En las subespecies orientales los adultos tienen las partes superiores de color gris oscuro con la cabeza más clara. Sus partes inferiores son de color castaño rojizo uniforme. Su cola es negruzca con dos o tres manchas blancas grandes. Los juveniles son más o menos negruzcos en las partes superiores y blancos en las inferiores.
En las subespecies occidentales los adultos también son oscuros en la parte superior, pero tienen la garganta grisácea y las partes inferiores las tienen listadas en blanco y castaño rojizo, con los flancos de este último color. Tienen tres manchas blancas en la cola. Los juveniles son pardo negruzcos en las partes superiores y blancos con denso moteado pardo en las inferiores.

## Reproducción
Su época de cría empieza en julio o agosto y termina en febrero. A diferencia del azor tachiro esta especie solo realiza exhibiciones de vuelo raramente. Sitúan su nido entre los 6 y 20 metros del suelo, en la bifurcación principal o una rama lateral de un gran árbol, escondido entre el follaje o las lianas. Lo construye con palitos forrado con hojas frescas, y con un diámetro de unos 40 centímetros y una profundidad de entre 15 to 45 cm deep. La hembra suele poner dos o tres huevos (con menos frecuencia 1 o 4). Como en la mayor parte de su familia la hembra incuba los huevos y cuida de los pollos, mientras que el macho se encarga de suministrar alimento, aunque la hembra realiza parte de las tareas de caza cuando los polluelos están a la mitad de su desarrollo. La incubación dura entre 4 y 5 semanas, y los polluelos tardan en desarrollarse entre 32 y 36 días. Los juveniles adquieren el plumaje de adulto al año.

## Alimentación
Esta especie se alimenta principalmente de ranas y cangrejos de agua dulce. Atrapa más insectos grandes que el azor tachiro, y también come lagartijas, lombrices y pequeños mamíferos y aves. Caza durante el día, incluidos el amanecer y el ocaso. Entre sus métodos de caza se encuentran la espera escondido en el dosel del bosque, a menudo cerca de un lugar despejado como una senda o un cuerpo de agua. También vuela rápidamente de un árbol a otro en busca de presas que pueda atrapar, o vuela junto a las alineaciones de vegetación densa para sorprender a las presas al internarse dentro.

## Taxonomía
Los dos grupos de subespecies son considerados por algunos especies separadas, siendo considerado el occidental perteneciente a la especie Accipiter macroscelides. Con más frecuencia ha sido incluido en la misma especie que el azor tachiro,, porque existe intergradación entre ambos y poblaciones separadas de ambas especies se parecen, aunque está considerado una especie por las últimas clasificaciones del Congreso Ornitológico Internacional y obras especializadas como Handbook of the Birds of the World, además de otras autoridades.

## Estado de conservación
Probablemente esta especie está en declive por la pérdida de su hábitat pero es bastante adaptable y posiblemente todavía sea abundante.